# Schlemmin
Schlemmin est une petite commune d'Allemagne à l'ouest de l'arrondissement de Poméranie-Occidentale-du-Nord. Elle est surtout connue par son château de Schlemmin, construction néogothique, aujourd'hui hôtel de luxe.

## Municipalité
Outre le village de Schlemmin, la municipalité comprend les villages d'Eickhof et de Neuenrost.